# خطورة
الخطورة ضمن السياق العلمي التقني هي التعرض لأي عامل قد يسبب الضرر أو الأذى لما يتوجب حمايته سواء من الأشخاص أو الممتلكات. تسمى العوامل المسببة للخطورة مخاطر.
يمكن أن تكون المخاطر بشرية المنشأ؛ كمثال على ذلك تهتم الهيئات المهتمة بالبيئة بدراسة ومعرفة المخاطر البيئية بهدف تشريع السياسات التي تهدف إلى الحد من تلوث البيئة. كما يمكن أن تكون المخاطر طبيعية، وهي متمثلة بالكوارث الطبيعية.